# Вакуленко Сергій Валентинович
Вакуленко Сергій Валентинович (23 вересня 1960, Харків) — український філолог та перекладач. Кандидат філологічних наук, доцент.

## Біографія
1982 року закінчив філологічний факультет Харківського університету, 1989 року — аспірантуру в Університеті дружби народів ім. П. Лумумби, 1996 року — докторантуру Харківського державного педагогічного університету ім. Г. С. Сковороди. Від 1990 року викладає в Харківському державному педагогічному університеті ім. Г. С. Сковороди. Проходив численні наукові стажування в Австрії, Польщі, Франції, Німеччині та Портуґалії. Голова Харківського історико-філологічного товариства

## Переклади
Художні твори:
- з англійської (Едґар Алан По, Джон Фаулз)
- з французької (Андре Жід)
- з чеської (Ярослав Гавлічек)
- зі шведської (Вернер фон Гейденстам)

Наукові праці:
- з англійської (Юрій Луцький, Юрій Шевельов, Тері Мартін, Марія Ґрація Бартоліні)
- з італійської (Лія Форміґарі)
- з нідерландської (Ян Нордехраф)
- з німецької (Людольф Мюллєр, Клим Ганкевич, Міхаель Мозер, Ільзе Ермен, Йоган Геузінха, Маттіас Аумюллєр, Дмитро Чижевський, Ватрослав Ягич)
- з польської (Януш Рігер, Оля Гнатюк)
- з портуґальської (Олґа Помбу)
- з російської (Александру Гиждеу)
- з румунської (Еміль Ґріґораш)
- з французької (Юрій Шевельов)
- з хорватської (Ватрослав Ягич)

## Книги
- Un comparatiste avant la lettre: Ivan Pereverzev et ses " Préceptes de la rectitude grammaticale russe… à l'usage des Ukrainiens " (1782), Paris: Institut d'études slaves, 2010, 115 pp. (спільно з С. Аршембо).
- Два століття сковородіяни: Бібліографічний покажчик — Two centuries of Skovorodiana: Bibliographical Guide, Харків: Акта, 2002, 528 сс. (спільно з Л. Ушкаловим, А. Євтушенко).
- Засади польської вимови та письма, Харків: Ксілон, 2000, 56 сс. (спільно з В. Піддубною).
- Ukrainian, München & Newcastle: LINCOM Europa, 1995, 70 сс. (спільно з А. Даниленком).